# San Rafael (Honduras)
San Rafael es un municipio del departamento de Lempira en la República de Honduras.

## Toponimia
Su nombre es en honor a Arcangel Rafael, santo de la iglesia católica.

## Límites
| Orientación | Límite                          |
| ----------- | ------------------------------- |
| Norte       | Municipio de La Unión, Lempira  |
| Norte       | Departamento de Santa Bárbara   |
| Sur         | Municipio de La Iguala, Lempira |
| Este        | Departamento de Santa Bárbara   |
| Oeste       | Municipio de La Iguala, Lempira |

Su Extensión territorial es de 101.4 km².

## Geografía
Para llegar hasta la cabecera hay muchas montañas, las cuales son muy empinadas. A medida se sube y bajas por dichas montañas la vegetación va cambiando, pero predominan los bosques de pinos, y también se pueden ver algunas zonas de árboles de hoja ancha, que sirven para dar sombra al café.

## Clima
El clima de San Rafael es bastante fresco, a excepción de la época seca. Debido a su relativa cercanía con la zona del Lago de Yojoa, su precipitación es un poco mayor que el resto del departamento.

## Historia
En 1887, en el censo de población de 1887 aparece con el nombre de Aldea El Conal en el Municipio de La Iguala.
En 1900 (17 de julio), se le dio categoría de municipio. En la administración del presidente constitucional de la república, Ingeniero Terencio Esteban Sierra Romero.

## Población
En el caso de San Rafael, los mestizos ocupan un 80 % de la población, con bastantes individuos de tez blanca. El resto es ocupado por descendientes de indígenas.
Población: para el año 2001, este municipio tenía 10,469 habitantes, en el año 2013 el municipio contaba con 13,410 habitantes esta cifra sirvió de base para hacer una proyección en la que para el año 2020 se espera tener 14,594 habitantes.

## Economía
El cultivo de café es la actividad primordial de este municipio. La cosecha de frijoles y maíz es más que todo para consumo local. Le sigue la cría de ganado. Y hay una minoría de productores artesanales que se encargan de elaborar sombreros, "petates" y otros del material conocido como "junco". La localidad cuenta con energía eléctrica y señal de telecomunicación móvil. En los alrededores hay varias fuentes de agua que ayudan para el suministro local. En la Alcaldía se ofrece acceso a Internet. Los servicios de transporte provienen del departamento de Santa Bárbara.

## Turismo

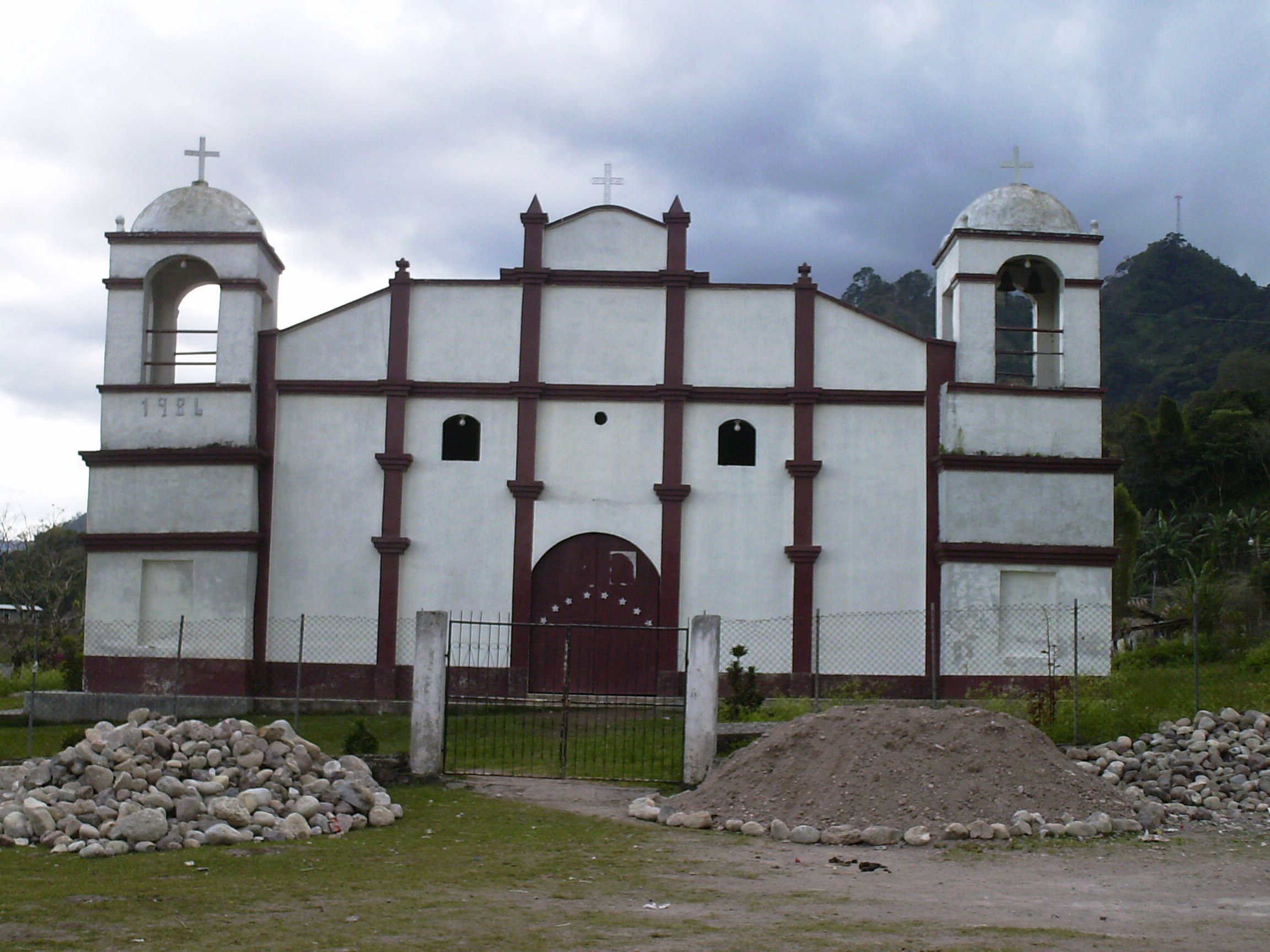
Antigua Iglesia de San Rafael.

La mejor ruta para llegar es vía el Departamento de Santa Bárbara ya que la carretera de mantiene en mejor estado, pasando por El Níspero y San Jerónimo, de este último departamento. Desde la cabecera de Santa Bárbara, el recorrido es de aproximadamente de 2 horas. La otra manera es por el lado de Gracias, Lempira. Se toma el camino común que va hacia La Iguala y La Unión. En total desde Gracias son aproximadamente 60 km, al principio rodeando la Montaña de Puca y luego atravesando montañas muy escarpadas. La desventaja de esta segunda vía es el estado de la calle, que esta bastante descuidado. Los paisajes cafetaléros y en general los de las grandes montañas para llegar a la cabecera, incluyendo los que están por el lado de Santa Bárbara. La hospitalidad de sus habitantes es también reconocida, prueba de ellos es el lema "En San Rafael Nadie es Extraño". 
| Lugar                                          | km | Ubicación                       |
| ---------------------------------------------- | -- | ------------------------------- |
| Balneario El Chorro"                           |    | Centro de la Población          |
| Cerro Parchapá                                 |    | 2 cuadras su inicio de paseo    |
| Paseo a Cerro de Lirios                        | 1  |                                 |
| Montículos de piedra canteada                  | 1  |                                 |
| Laguna del Playón                              | 1  |                                 |
| Chorrera de San José                           | 4  |                                 |
| Poza del Chacón en río Cárcamo                 | 5  |                                 |
| Balneario de Aguas termales "Virgen de Suyapa" | 6  |                                 |
| Cuevas de Quiscamote                           | 6  | Municipio de La Unión, Lempira  |
| Reserva de Vida Silvestre Montaña Verde        | 9  |                                 |
| Balneario "San Jose"                           |    | Aldea de San Jose de la Montaña |

### Feria Patronal
Su Feria patronal es el 24 de octubre día del Patrón San Rafael.
Costumbres: celebrar la Semana con intercambio de comidas típicas, lo mismo que la Navidad, en la que se roban y entregan niños.
Juegos Tradicionales: baile del Trompo, cotas de cera, capirucho, ron ron, aros, carretas de madera, vencida, mable al hoyo, pitos de arcilla y madera, carreras de cintas en caballo y en varas de madera, etc.
Tradiciones: rezo de rogacion a Dios por los Difuntos de 9 días o Novenario, a los 40 días o al año de fallecido...
Visitas al cementerio día de Santos y de difuntos, rezos a santos para que intercedan a nuestro Dios Todopoderoso.

## Infraestructura de Servicios

### Agua Potable
El servicio de agua potable es bastante deficiente, la cabecera del municipio no existe junta de agua; el sistema de agua potable aun es manejado por la municipalidad quien no cuenta con los recursos necesarios para mejorarlo y hacerlo funcional correctamente.
cuando el Agua potable Falta, es por 2 o 3 semanas, y regresa un día, y el descuido del personal de la municipalidad encargada a este Sistema.

### Letrinas
Ya se cuenta con servicio de alcantarillado sanitario, pero es un fracaso, ya se suelen explotar las tuberías, y la fosa terminal, está ubicada entre la población del bario Inmaculada.

## División Política
Aldeas: 9 (2013)
Caseríos: 53
| Código | Aldea            |
| ------ | ---------------- |
| 132001 | San Rafael       |
| 132002 | Concepción       |
| 132003 | El Campanario    |
| 132004 | El Edén          |
| 132005 | Queruco          |
| 132006 | San Antonio      |
| 132007 | San José Lempira |
| 132008 | San Pedrito      |
| 132009 | Suyapa           |